# 아카네 가즈키
아카네 가즈키(일본어: 赤根 和樹, 1962년 3월 24일 ~ )는 일본의 애니메이션 연출가이자 감독이다.

## 약력
일본 오사카부 출신으로, 지바 공업대학(千葉工業大學)을 졸업하였다. 선라이즈에서 제작진행과 연출을 맡았으며 현재는 프리랜서다.
1996년 감독을 맡았던 TV 애니메이션인 《천공의 에스카플로네》를 비롯해 《히트가이 제이》, 《노에인 또 하나의 너에게》, 《철완버디 DECODE》 등의 대표작이 있다.

## 참여 작품
(굵은 글씨는 감독작)

### TV 애니메이션
- 기동전사 Z 건담 (1985) - 제작진행
- 기동전사 건담 ZZ (1986) - 제작진행
- 사무라이 트루퍼 (1988) - 연출·스토리보드
- 수신(獸神) 라이거 (1988) - 연출·스토리보드
- 드래곤 퀘스트 (1989) - 총콘티
- 신세기 사이버 포뮬러 (1991) - 연출·스토리보드
- 엄마는 4학년 (1992) - 연출·스토리보드
- 짱구는 못말려 (1992) - 총콘티
- 츠요시 정신 차려 (1992) - 총콘티
- 히메짱의 리본(마법의 리본) (1992) - 총콘티·연출
- 질풍! 아이언리거 (1993) - 총콘티·연출
- 천공의 에스카플로네 (1996) - 감독
- 브레인 파워드 (1998) - 총콘티
- 카우보이 비밥 (1998) - 총콘티
- ∀(턴에이) 건담 (1999) - 총콘티
- 기교기전 히오우 전기 (2000) - 총콘티
- 진 샤프트 (2001) - 원작·감독·시리즈 구성
- 히트가이 제이 (2002) - 원작·감독·시리즈 구성
- 사무라이 참프루 (2004) - 총콘티
- 창성의 아쿠에리온 (2005) - 총콘티
- 노에인 또 하나의 너에게 (2005) - 원작·감독·시리즈 구성
- Ergo Proxy (2006) - 총콘티
- 마크로스 F (2008) - 총콘티
- 철완버디 DECODE (2008) - 감독
- 철완버디 DECODE: 02 (2009) - 감독
- 성합의 하늘 (2019) - 감독

### 극장판
- 기동전사 건담 역습의 샤아 (1988) - 제작진행
- 기동전사 건담 F91 (1991) - 연출조수
- KAZU&YASU 히어로 탄생 (1995) - 감독
- 에스카플로네 (2000) - 감독

### OVA
- 기동전사 건담 0083 STARDUST MEMORY (1991) - 총콘티·연출
- 쇼난순애조(湘南純愛組)! (1994) - 연출
- 마크로스 다이너마이트 7 (1997) - 오프닝 총콘티
- BALDR FORCE EXE RESOLUTION 04 (2007) - 총콘티
- 코드기어스 망국의 아키토 (2012) - 감독·각본